# لا سخا
لا سخا (به اسپانیایی: La Ceja) یک سکونتگاه مسکونی در کلمبیا است که در Eastern Antioquia واقع شده‌است.

## خصوصیات
لا سخا ۱۳۱ کیلومترمربع مساحت و ۴۵٬۱۱۱ نفر جمعیت دارد و ۲٬۲۰۰ متر بالاتر از سطح دریا واقع شده‌است.